# Ellsworth (Maine)
Ellsworth település az Amerikai Egyesült Államok Maine államában, Hancock megyében, melynek megyeszékhelye is. Lakosainak száma 8399 fő (2020. április 1.).

## Népesség
A település népességének változása:

| 2010 | 7 741 |
| 2020 | 8 399 |